# Pfarrkirche Altenmarkt an der Enns

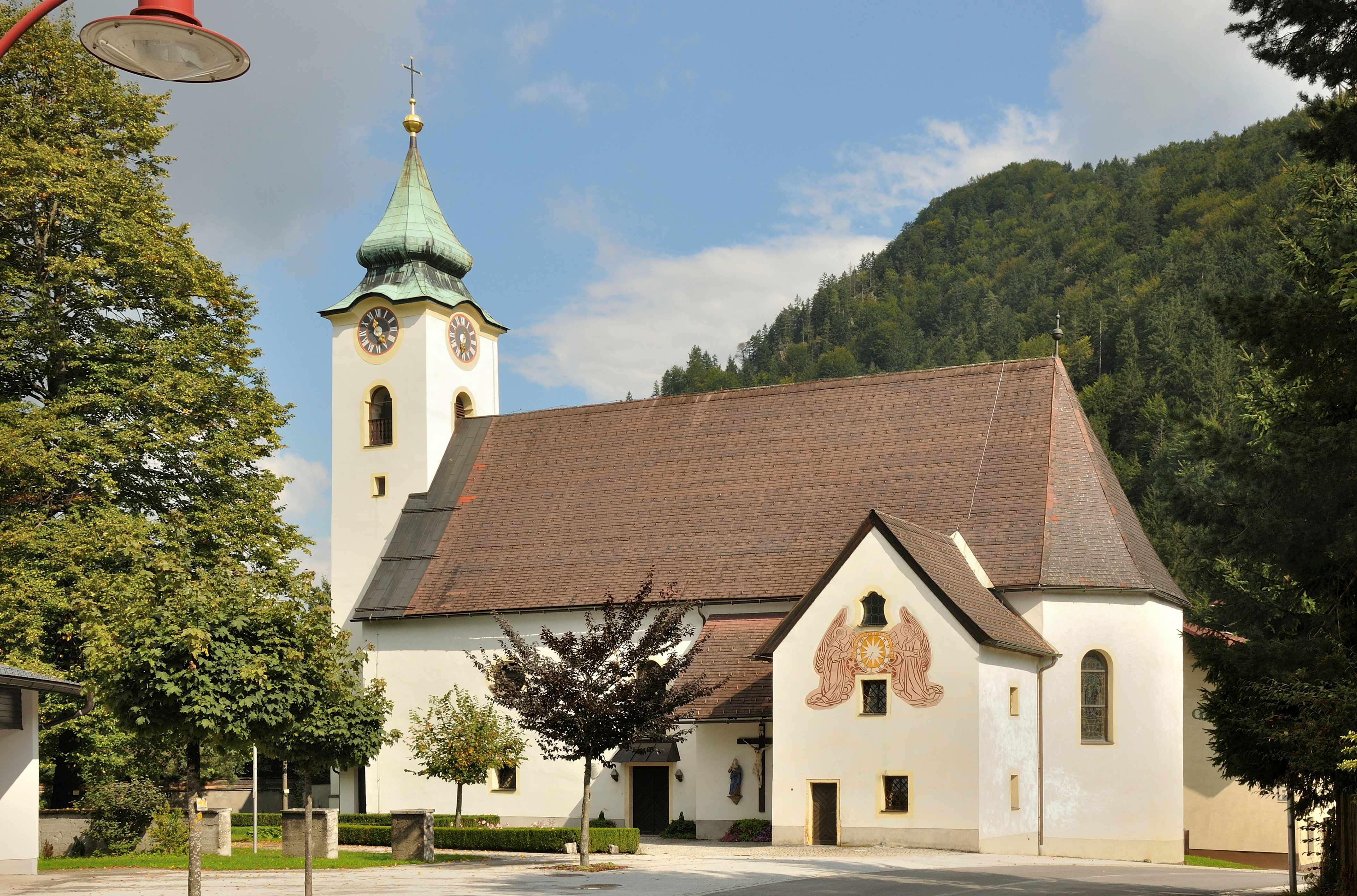
Katholische Pfarrkirche hl. Nikolaus in Altenmarkt bei Sankt Gallen

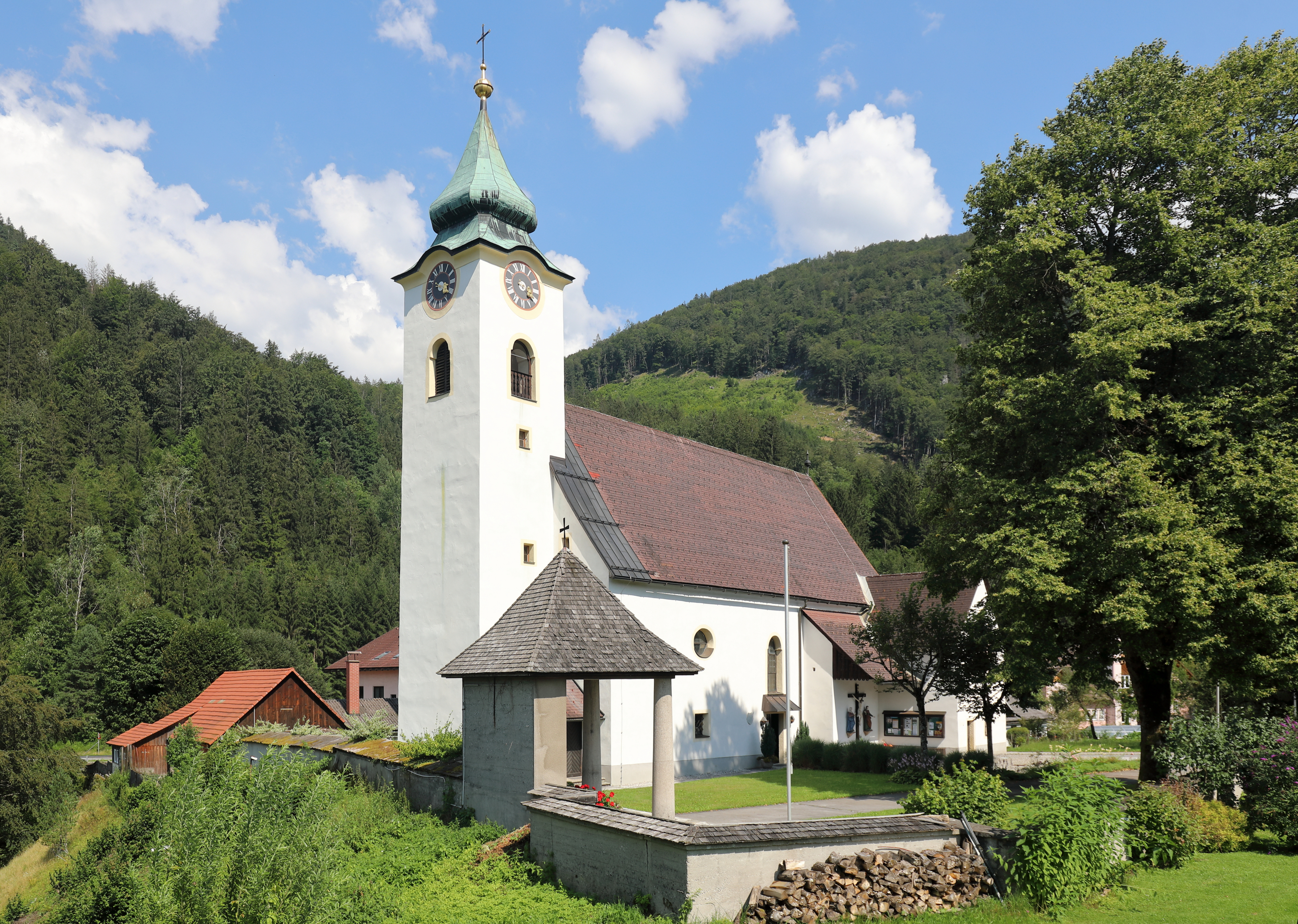
Westansicht der Pfarrkirche

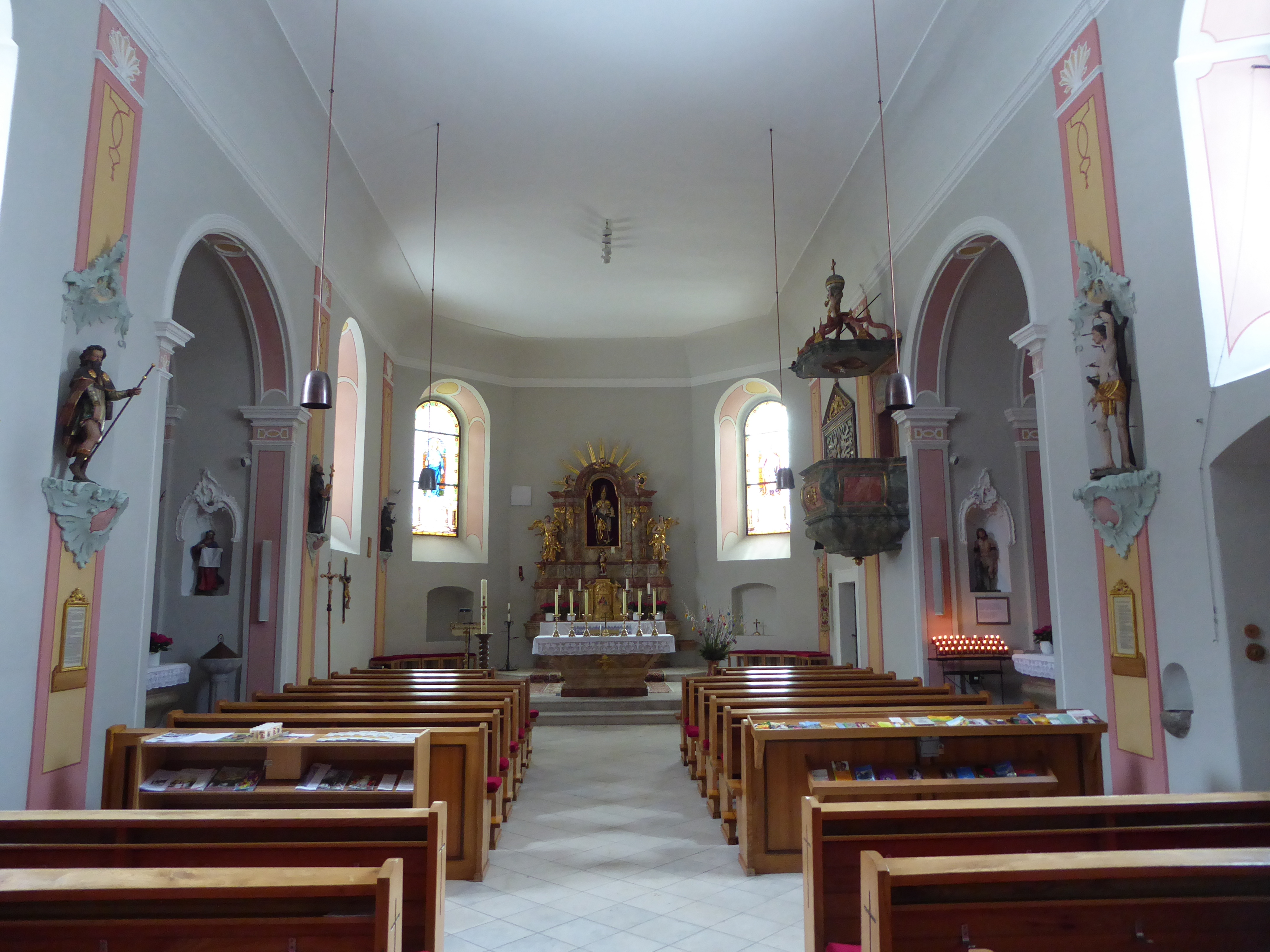
Im Langhaus zum Chor

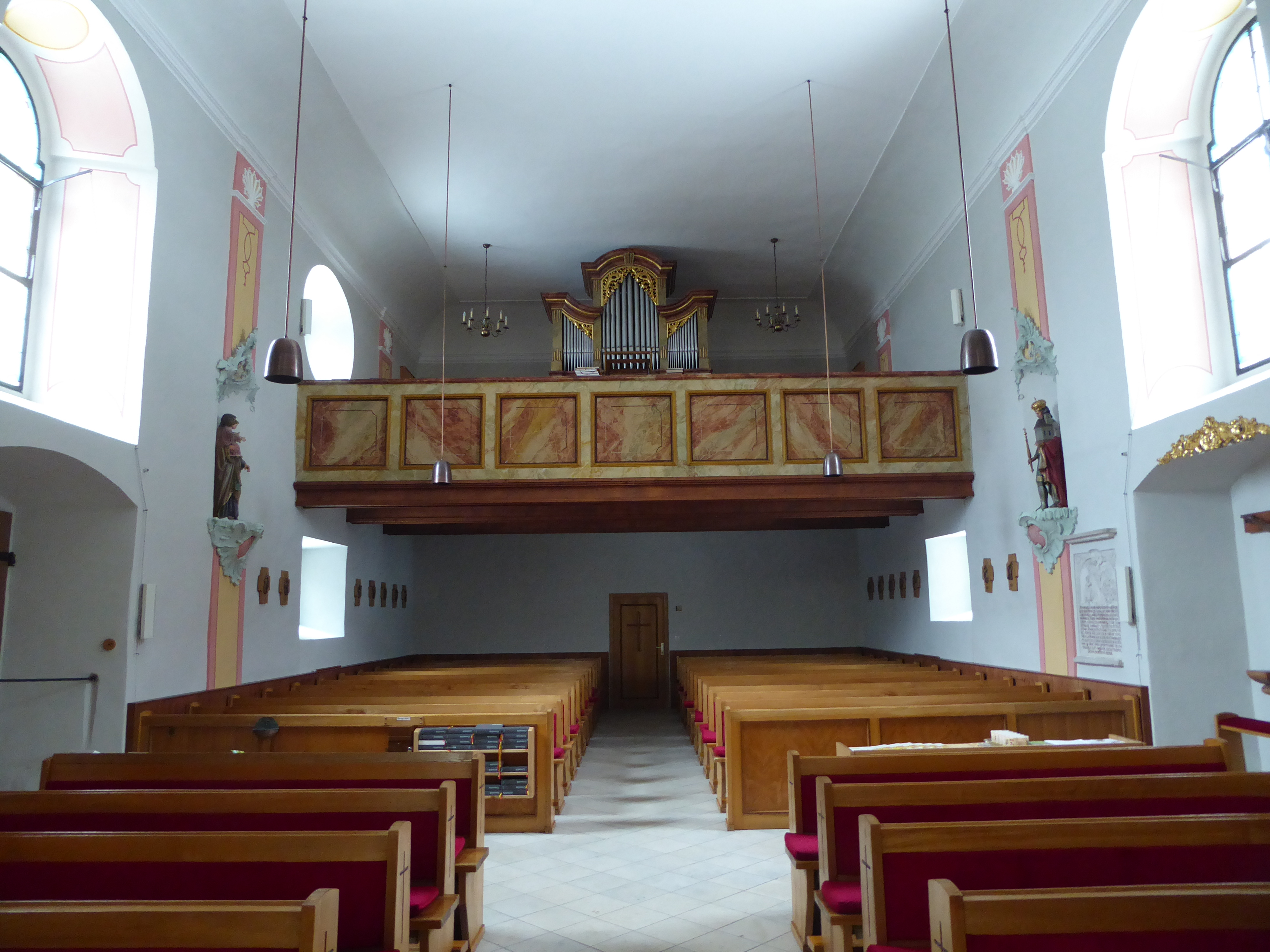
Langhaus, Blick zur Empore

Die römisch-katholische Pfarrkirche Altenmarkt an der Enns steht in der Marktgemeinde Altenmarkt bei Sankt Gallen im Bezirk Liezen in der Steiermark. Die dem Patrozinium des heiligen Nikolaus von Myra unterstellte Pfarrkirche – dem Stift Admont inkorporiert – gehört zum Dekanat Admont in der Diözese Graz-Seckau. Die Kirche und die ehemalige Friedhofsfläche stehen unter Denkmalschutz (Listeneintrag).

## Geschichte
Ein Vorgängerbau der Kirche wurde schon 1152 vom Salzburger Erzbischof Eberhard I. geweiht. Die erste ausdrückliche Erwähnung der ursprünglich der hl. Martha geweihten Kirche stammt aus dem Jahr 1478. Diese Kirche wurde am 17. April 1575 durch einen Brand so zerstört, dass sogar alle drei Glocken schmolzen. Nach einem Brand von 1793 wurde sie in schlichter Form wiederhergestellt.
Der frühere Friedhof war vom 11. Jahrhundert bis 1847 Begräbnisstätte der Bewohner von Altenmarkt. In den Jahren 2001 und 2002 legte die Gemeinde auf dem Friedhof nach Windischgarstner Vorbild einen Psalmenweg an. Dabei wurden gusseiserne Kreuze, teilweise 200 Jahre alt, renoviert und mit kleinen Tafeln, auf denen Psalmen zu lesen sind, an der Friedhofsmauer angebracht.

## Architektur
Die Kirche ist im Kern ein gotischer und barocker Kirchenbau. An das dreijochige Langhaus unter einer Flachdecke schließt ein einjochiger Chor mit einem Dreiachtelschluss an. Die Wandpilaster zeigen sich flach und lisenenartig. Im Langhausostjoch schließen beidseits flache tonnengewölbte Seitenkapellen an. Es gibt Figurennischen mit Rokokostuck. Zwei figurale Glasfenster sind aus 1908. Die im Süden des Chores angebaute Sakristei mit Oratorium, eine Sgraffito-Sonnenuhr am Sakristeiüberbau schuf Emmerich Millim (1959). Der barocke Westturm trägt einen Zwiebelhelm.
Eine Kreuzigungsgruppe aus dem 17. Jahrhundert und Figuren von Maria und Johannes aus dem 18. Jahrhundert sind an der Außenmauer neben der dem Ort zugewandten Eingangstür angebracht.

## Einrichtung
Der Hochaltar ist aus dem dritten Viertel des 18. Jahrhunderts.
In den Seitenkapellen befinden sich zwei kleine, barocke Gösser Altäre aus der Mitte des 18. Jahrhunderts. Jener im Süden ist einfach gearbeitet und der hl. Barbara geweiht, auf dem Altarbild ist ihre Enthauptung zu sehen, darüber befindet sich ein Bild des hl. Josef, flankiert wird der Altar von Statuen der hll. Notburga und Isidor. Das Altarbild des nördlich gelegenen, reicher gearbeiteten Marienaltars zeigt eine Szene mit der hl. Anna, wie sie Maria das Lesen lehrt, im Hintergrund befindet sich der hl. Joachim. Der hl. Antonius von Padua ist auf dem Aufsatzbild zu sehen. Zu beiden Seiten stehen Statuen, die den hl. Florian und den Erzengel Michael darstellen. In der Mitte befindet sich eine Statue der sitzenden Maria mit dem Jesuskind. Die Seitenkapellen haben jeweils eine Nische mit Rokokostuck. In der Nische im Norden steht eine Statue der hl. Veronika und im Süden Jesus an der Geißelsäule. An den Langhauswänden finden sich auf Konsolen Statuen der Heiligen Leopold, Rochus, Benedikt, Anton von Padua, Josef Sebastian und Johann Nepomuk. Die Orgel stammt aus dem Jahr 1841 und wurde von Martin Hölzl erneuert.
Anlässlich einer vollständigen Innenrestaurierung im Jahr 1983 wurde ein neuer Volksaltar aufgestellt, ebenso kam eine 130 cm große Statue des hl. Nikolaus für den Hochaltar hinzu, die Segnung durch Bischof Johann Weber erfolgte am 6. Dezember 1983.

## Orgel und Geläut
Eine 1716 gebaute Orgel wurde 1762 durch eine neue ersetzt. Die heutige Orgel baute Simon Anton Hötzel aus Garsten bei Steyr im Jahr 1841; sie hat sieben Register.
Im Altenmarkter Kirchturm hängen sechs Glocken, gegossen von der Glockengießerei Grassmayr (Innsbruck) im Jahr 2006:
| Nr. | Name                       | Gussjahr | Durchmesser (mm) | Masse (kg) | Nominal (16tel); |
| --- | -------------------------- | -------- | ---------------- | ---------- | ---------------- |
| 1   | St. Nikolaus               | 2006     | 101,5            | 616        | g1               |
| 2   | St. Maria                  | 2006     | 85,5             | 372        | b1               |
| 3   | St. Benedikt & Scholastica | 2006     | 76               | 260        | c2               |
| 4   | St. Thomas Becket          | 2006     | 64,5             | 184        | es2              |
| 5   | St. Joseph                 | 2006     | 50,5             | 76         | g2               |
| 6   | St. Barbara                | 2006     | 45,5             | 60,5       | b2               |

## Grabdenkmäler
- Es gibt einen Grabstein zu Nikolaus Praunfalckh, gestorben 1632, mit dem Relief einer Kniefigur vor dem Gekreuzigten mit Wappen.

## Besonderheiten
Die Pfarre Altenmarkt behielt den alten Namen „Altenmarkt an der Enns“, als die Gemeinde den Namen in „Altenmarkt bei St. Gallen“ änderte.